# Акколь (Айтекебійський район)
Акко́ль (каз. Ақкөл) — село у складі Айтекебійського району Актюбінської області Казахстану. Адміністративний центр та єдиний населений пункт Аккольського сільського округу.
Населення — 469 (2021; 695 у 2009, 1197 у 1999, 1363 у 1989).